# Монтатер
Монтатер (фр. Montataire) — город на севере Франции, регион О-де-Франс, департамент Уаза, округ Санлис, центр одноименного кантона. Расположен в 36 км к юго-востоку от Бове и в 47 к северу от Парижа, в 16 км от автомагистрали А1 "Нор" и в 21 км от автомагистрали А16 "Европейская", на левом берегу реки Терен в месте её впадения в Уазу. В 1 км к югу от центра города находится железнодорожная станция Монтатер линии Крей-Бове.
Население (2018) — 13 461 человек.

## История
Район Монтатера был заселен с времен мезолита. В I веке до н.э. в этом месте останавливался со своими легионами Юлий Цезарь. В XI веке Хью де Клермон построил в Монтатере замок и церковь; в XII веке замок был перестроен, и территория города была обнесена стенами. В XV веке замок приобрела и модернизировала семья Маделан. В 1095 году, перед отправлением на Восток, в Монтатере останавливался Пётр Пустынник.
В 1358 году Монтатер стал центром крестьянского восстания, известного как Жакерия. В городе располагался штаб одного из лидеров восстания Гильома Каля. После революции город лишился стен.
В конце XVIII века промышленная революция дала новый импульс развитию города. В Монтатере были открыты металлургические и машиностроительные предприятия, которые до сих пор производят локомотивы, сельскохозяйственную технику, промышленные автопогрузчики. Бурное развитие промышленности способствовало росту населения города.
Во время Второй мировой войны город был занят гитлеровскими войсками, которых в первую очередь интересовали городские заводы. Многие горожане стали участниками Сопротивления, часть из них ушла в густые леса в окрестностях города, образовав партизанские отряды. Значительная часть населения была обвинена в саботаже и депортирована в Германию.

## Достопримечательности
- Шато Монтатер XII века
- Коллегиальная церковь Нотр-Дам XII-XIII веков, сочетание обыкновенной и сияющей готики
- Шато Хардис («Маленькое шато») в стиле неоготика
- Фонтан Жюбиле

## Экономика
Структура занятости населения:
- сельское хозяйство — 0,0 %
- промышленность — 27,4 %
- строительство — 3,5 %
- торговля, транспорт и сфера услуг — 42,9 %
- государственные и муниципальные службы — 26,2 %

Уровень безработицы (2017) — 22,3 % (Франция в целом — 13,4 %, департамент Уаза — 13,8 %). 

Среднегодовой доход на 1 человека, евро (2018) — 16 850 (Франция в целом — 21 730, департамент Уаза — 22 150).

## Демография
Динамика численности населения, чел.

## Администрация
Пост мэра Монтатера с 1994 года занимает член Коммунистической партии Жан-Пьер Бозино (Jean-Pierre Bosino). На муниципальных выборах 2020 года возглавляемый им список коммунистов победил в 1-м туре, получив 55,32 % голосов.
| Период | Период | Фамилия         | Партия                  | Примечания                                                           |
| ------ | ------ | --------------- | ----------------------- | -------------------------------------------------------------------- |
| 1966   | 1983   | Робер Трен      | Коммунистическая партия |                                                                      |
| 1983   | 1994   | Морис Бамбье    | Коммунистическая партия | профсоюзный активист, член Генерального совета департамента          |
| 1994   |        | Жан-Пьер Бозино | Коммунистическая партия | профсоюзный активист, сенатор, член Генерального совета департамента |

## Города-побратимы
- Финстервальде, Германия
- Дейшех, Государство Палестина

## Галерея
- Вид на шато и церковь
- Церковь Нотр-Дам
- Шато Монтатер
- Фонтан Жюбиле
- Шато Хардис

1. 1 2  база данных о французских коммунах — Национальный географический институт Франции, 2015.